# Eremobates californicus
Eremobates californicus är en spindeldjursart som först beskrevs av Simon 1879.  Eremobates californicus ingår i släktet Eremobates och familjen Eremobatidae. Inga underarter finns listade i Catalogue of Life.